# Jacob Law
Jacob Law (Balta, 1885) foi um anarcoindividualista ucraniano adepto da propaganda pelo Ato que em 1905 fugiu de um pogrom russo e junto com sua família imigrou para a cidade de Nova Iorque. Em julho de 1906 deixou seus parentes nos Estados Unidos partindo para a Inglaterra a bordo de um cargueiro. Em outubro de 1906 instalado em Paris passa a trabalhar como aprendiz de carpinteiro. em 1 de maio de 1907 em uma manifestação na praça da República Jacob Law disparou cinco tiros contra um ônibus militar que retornava de um navio de guerra imperial, para protestar contra o militarismo que a época assolava a Europa. Law foi condenado a quinze anos de trabalhos forçados, e enviado para as prisões da Guiana para cumprir pena. Permaneceu preso até 10 de março de 1924 quando foi liberado. Em 1926 publicou suas memórias em uma autobiografia intitulada Dix-huit ans de bagne.